# Hermann von Jedina
Hermann rytíř von Jedina (německy Hermann Anton Wilhelm Ritter von Jedina) (26. února 1847 Pardubice – 31. května 1906 Štýrský Hradec) byl rakousko-uherský admirál. U c. k. námořnictva sloužil od roku 1862 a zúčastnil se několika válek. V závěru kariéry zastával vysoké funkce v námořní administrativě a v roce 1903 byl penzionován v hodnosti kontradmirála.

## Životopis

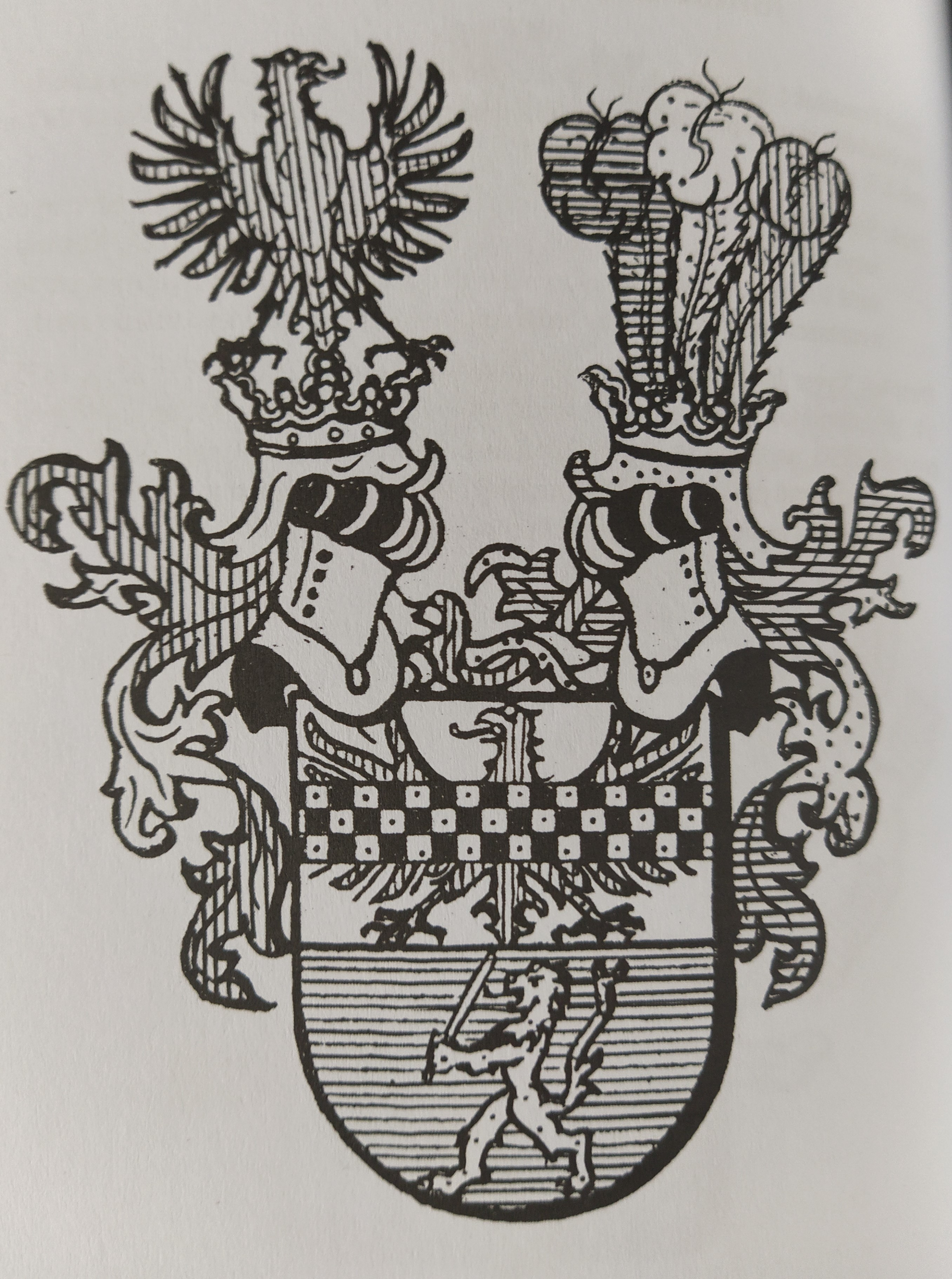
Erb rodu Jedina (1831)

Pocházel ze staré české rodiy připomínané od 18. století na Dobříšsku (původní jméno Djedina). Narodil se jako třetí syn c. k. plukovníka Karla Jediny (1811–1883) a jeho manželky Emy, rozené Rehmové (1817–1896). Od narození užíval šlechtický titul rytíře udělený rodině v roce 1831. K námořnictvu vstoupil v roce 1862 a průpravu získal jako elév na brize Hussar a fregatě Schwarzenberg. Za války s Itálií v roce 1866 se zúčastnil bitvy u Visu a v roce 1869 byl povýšen na praporčíka. V roce 1878 se podílel na rakousko-uherské okupaci Bosny a Hercegoviny a o rok později byl povýšen na poručíka II. třídy. V roce 1882 byl povýšen do hodnosti poručíka I. třídy a v letech 1884–1888 působil jako pedagog na C. k. námořní akademii v Terstu.
V roce 1890 byl povýšen na korvetního kapitána a sloužil na křižníku Kaiserin Elisabeth. V hodnosti fregatního kapitána (1894) velel lodím Greif a Zrínyi, mezitím působil také v námořní sekci ministerstva války. V letech 1897–1900 zastával úřad ředitele Ústředního námořního archivu (Marine-Zentral-Archiv) v Terstu. V roce 1900 na vlastní žádost odešel na dlouhodobou dovolenou, k datu 1. května 1903 byl formálně penzionován v hodnosti kontradmirála. Za zásluhy byl nositelem Řádu železné koruny III. třídy, Válečné medaile, Vojenské záslužné medaile a japonského Řádu posvátného pokladu.

## Rodina
V roce 1878 se ve Vídni oženil se svou sestřenicí Isabelou Muraltovou (1855–1915), dcerou generálmajora Karla Muralta. Z manželství se narodil jediný syn Hermann (1881–1955), který u námořnictva dosáhl hodnosti korvetního kapitána a oženil se s Marií Minutillovou (1883–1961), dcerou admirála Franze Minutilla.
U námořnictva sloužili také jeho sourozenci, starší bratr Rudolf (1844–1918) byl korvetním kapitánem, mladší bratr Leopold (1849–1924) dosáhl hodnosti viceadmirála a v roce 1908 byl povýšen do stavu svobodných pánů.